# Асас-де-Сесто
Асас-де-Сесто (ісп. Hazas de Cesto) — муніципалітет в Іспанії, у складі автономної спільноти Кантабрія. Населення — 1420 осіб (2009).
Муніципалітет розташований на відстані близько 330 км на північ від Мадрида, 19 км на схід від Сантандера.
На території муніципалітету розташовані такі населені пункти: Беранга (адміністративний центр), Асас-де-Сесто, Правес.

## Демографія
Динаміка населення (INE ):

## Галерея зображень

Розташування муніципалітету